# Groucho Marx

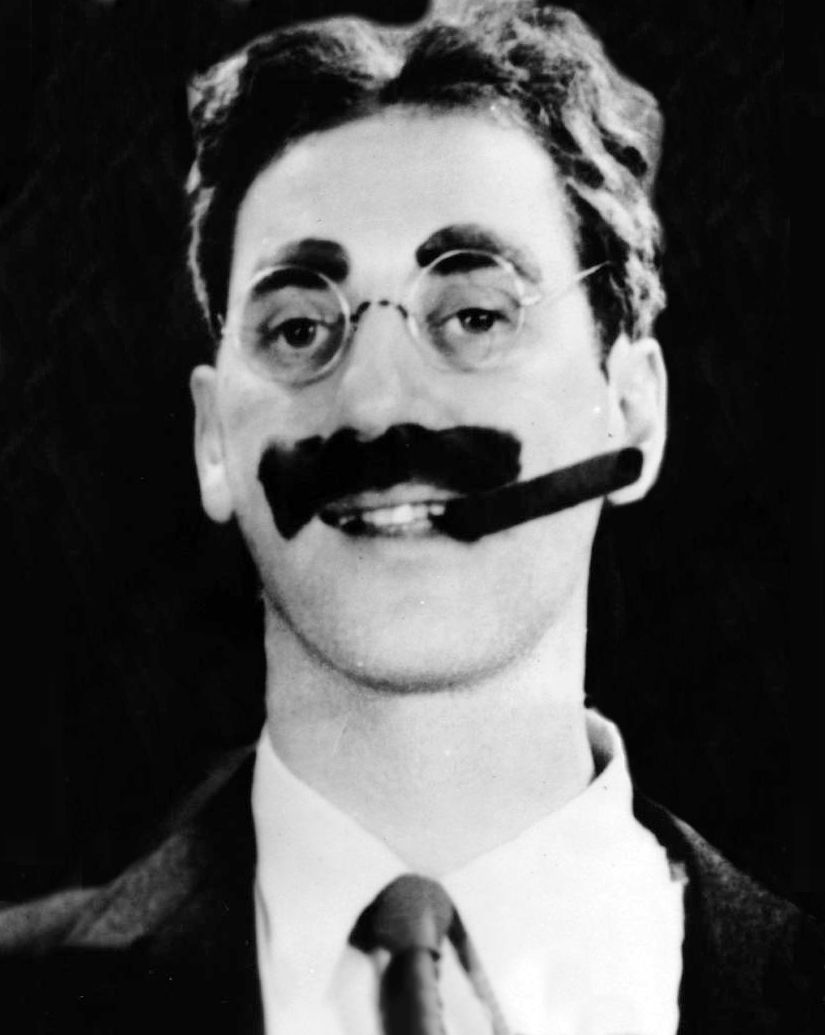
Groucho Marx, pravděpodobně v roce 1931

Groucho Marx, vlastním jménem Julius Henry Marx (2. října 1890, New York, USA – 19. srpna 1977, Los Angeles, Kalifornie, USA) byl americký herec a komik, který se stal jedním z nejlepších komiků amerického zvukového filmu 30. a 40. let 20. století a spolutvořil komediální skupinu Bratři Marxové. Byl znám svými ironickými, sebeironickými a parodickými vtipnými poznámkami, ve kterých karikoval americkou maloměšťáckou podnikatelskou třídu. Za své celoživotní zásluhy o americký film byl oceněn v roce 1974 Oscarem.

## Výběrová filmografie
- 1933 Kachní polévka
- 1935 Noc v opeře
- 1937 Kobylkáři
- 1946 Noc v Casablance